# 836
Cette page concerne l'année 836  du calendrier julien. Pour l'année 836 av. J.-C., voir 836 av. J.-C.
L'année 836 est une année bissextile qui commence un samedi.

## Événements
- Le calife abbasside Al-Mutasim déplace sa capitale à Samarra, Bagdad devenant trop agitée[1]. (fin en 892). La ville, située sur les rives du Tigre, à une centaine de kilomètres en amont de Bagdad, s’étire sur 35 km de long. Le calife y fait résider ses mercenaires turcs.

- Le prince aghlabide Ziyadet Allah Ier fait reconstruire, dans l'actuelle Tunisie, la grande mosquée de Kairouan qui est considérée comme l'édifice religieux le plus ancien et le plus prestigieux de l'Occident musulman[2],[3].

### Europe
- Février : concile d'Aix-la-Chapelle sur la discipline ecclésiastique et les devoirs du souverain. Une lettre est adressée à Pépin d'Aquitaine pour lui enjoindre de restituer les biens de l'Église qu'il a usurpé[4].
- Mai : Wala est envoyé par Lothaire en ambassade auprès de Louis le Pieux au plaid de Thionville pour arranger une entrevue entre les deux hommes à l'automne[5].
- 7 juin : les moines de Noirmoutier, chassés par les Vikings, transportent la chasse contenant le corps de saint Philibert à Déas, puis à Cunault-sur-Loire (857), à Messac en Poitou (862), et à Saint-Porcien en Auvergne pour arriver à Tournus en Bourgogne en 875[6].
- 4 juillet[7] : traité commercial entre Naples et le prince Sicard de Bénévent qui tente en vain d’interdire aux napolitains la vente d’esclaves à destination d’Ifriqiya.
- Été : 
  - Les Vikings brûlent Anvers et le port de Witla, à l’embouchure de la Meuse. Ils imposent un tribut aux Frisons[8].
  - Les Vikings débarqués de 35 navires à Carhampton sont victorieux de l'armée d'Egbert de Wessex après un grand carnage[9]. Le roi envisage de mettre en place des défenses contre les agressions des Vikings[10].
- Septembre : diète de Worms ; Lothaire pretexte d'une fièvre pour ne pas se rendre auprès de son père. Louis le Pieux envoie son frère Hugues l'Abbé et le comte Adalgaire en ambassade en Italie pour réclamer les biens de l'Église usurpés par Lothaire[5].
- Automne : peste en Italie. De nombreux nobles francs, exilés aux côtés de Lothaire en sont victimes (836-837)[11].
- Hiver : avant de partir pour Rome (837), Louis le Pieux met au point un système de défense des côtes[5]. Il comprend que le moyen de résister aux Vikings est de construire des forts aux endroits névralgiques et commence la réalisation de ce plan, notamment à Walcheren[10].

- Les Norvégiens fondent Dublin (Dýfflin, fondation attribuée à Turgeis) en Irlande, puis Wicklow, Waterford (839), Cork et Limerick (841)[12].
- Des habitants d'Andrinople, 12 000 personnes déportés au nord du Danube en 813 par les Bulgares après la bataille de Versinikia, désirent rentrer en Thrace. Leur chef Cordyles réussit à atteindre Constantinople et à persuader l'empereur byzantin Théophile de les aider à s'échapper en envoyant une flotte sur le Danube, ce qui est fait en 837 ou 838. À cette occasion les Bulgares sollicitent l'assistance des guerriers magyars de Levédia, la région entre le Don et le Boug où ils se sont installés après 830, pour repousser l'expédition byzantine[13]. Le gouverneur bulgare local et ses auxiliaires magyars sont battus et les prisonniers thraces s'échappent en toute sécurité vers l'empire byzantin après plus de vingt ans d'exil[14].

## Décès en 836
- 31 août : Wala de Corbie, à Bobbio[15].
- Septembre-octobre : Lambert Ier de Nantes, de la peste.
- Li Ao, lettré confucéen (ou en 841).
- Muhammad ben Idris, sultan du Maroc.
- Malamir, khan des Bulgares.
- Aznar Sanche, comte de Vasconie citérieure
- Adalram, archevêque de Salzbourg puis abbé.